# Fontana del Porcellino

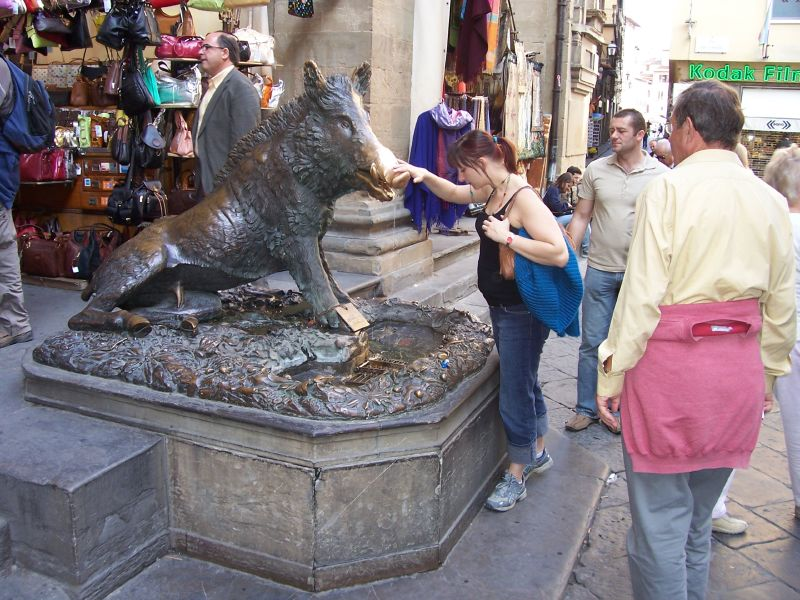
Die „Fontana del Porcellino“

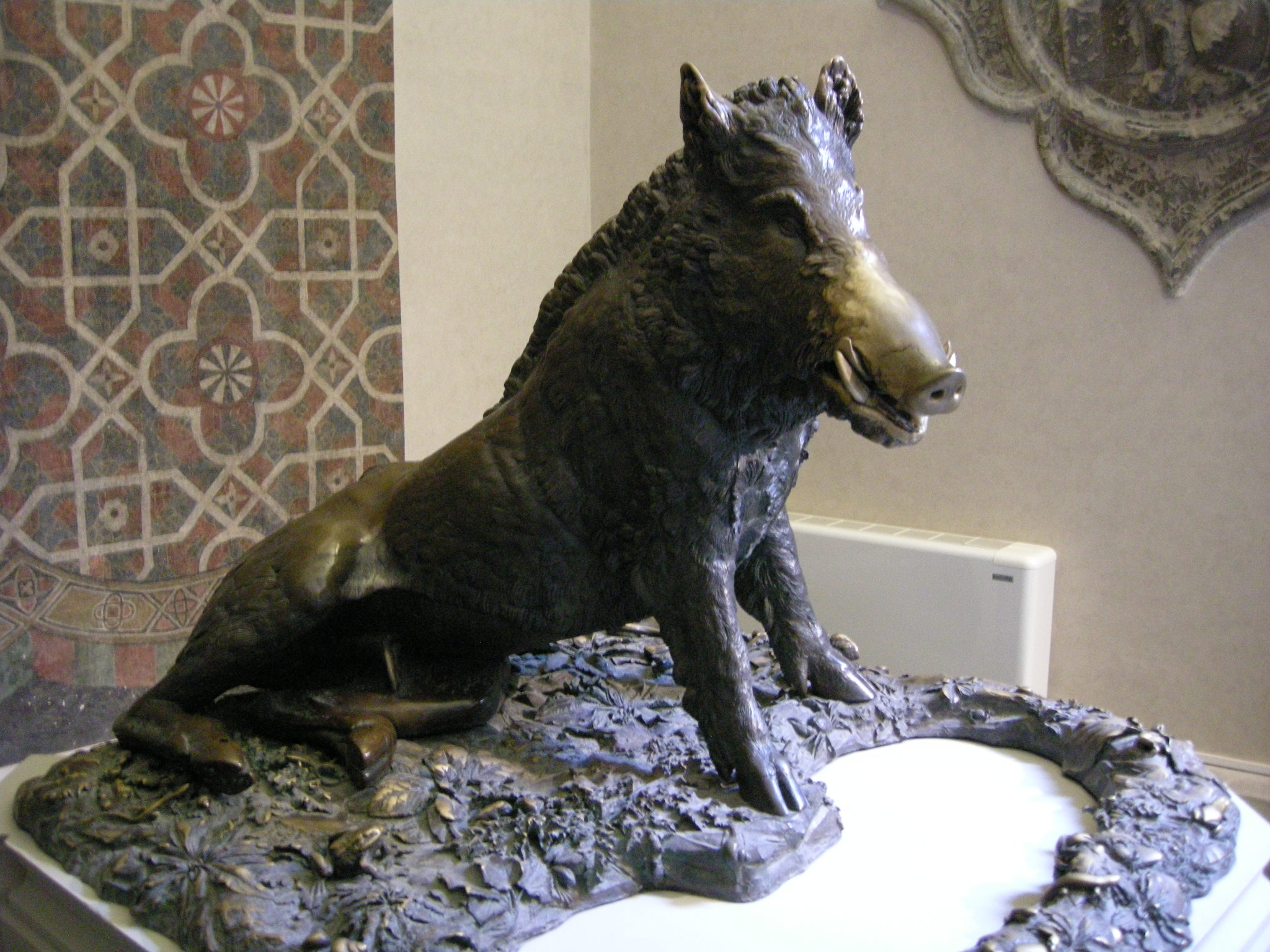
Das Original der Bronze im Museo Bardini

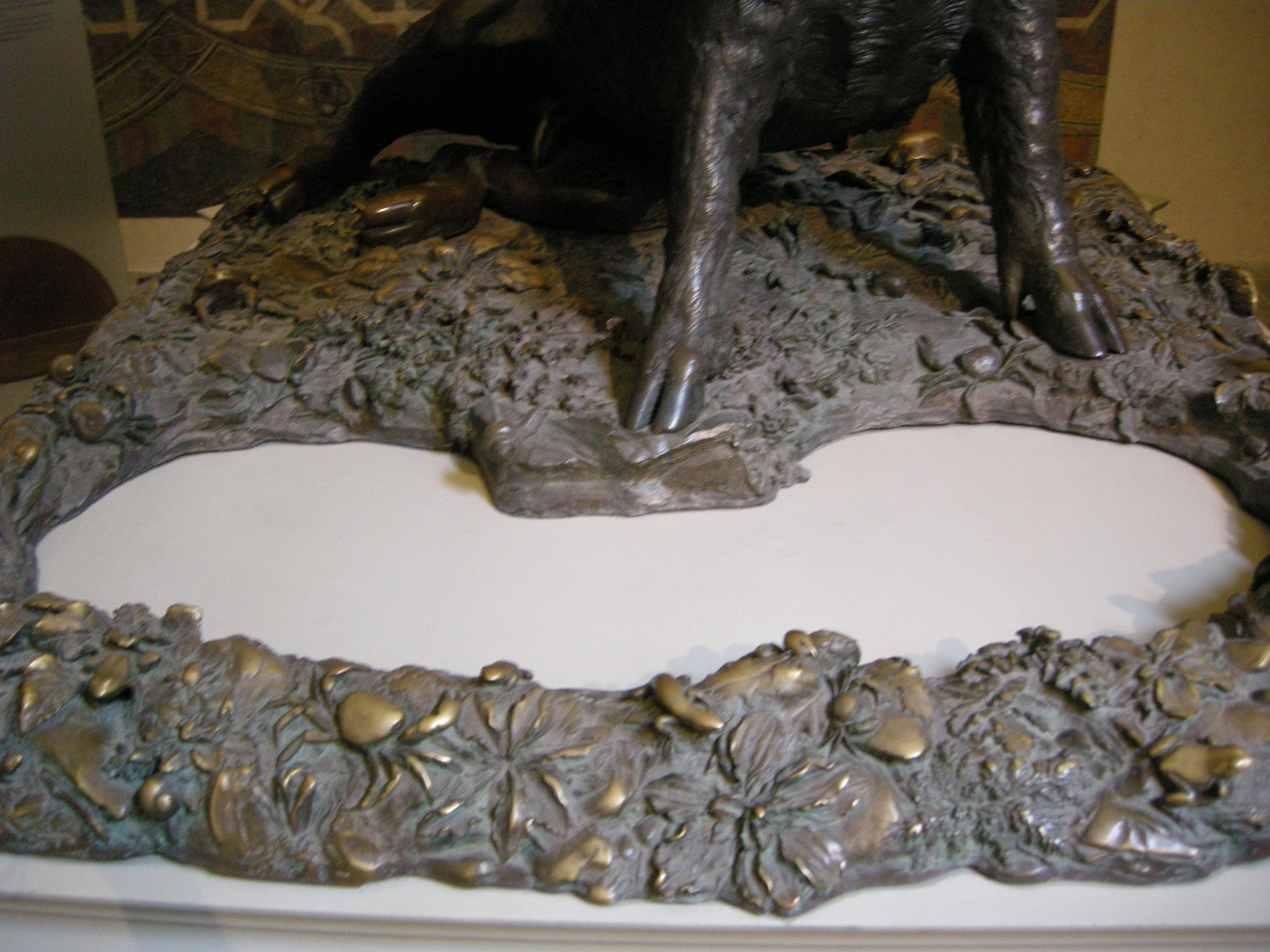
Der Boden des Beckens von Pietro Tacca

Die Fontana del Porcellino ist eine der populärsten Skulpturen von Florenz und geht auf ein griechisches Vorbild zurück. Die Skulptur des Ebers am Rande der Loggia del Mercato Nuovo in der Nähe der Ponte Vecchio wurde und wird international immer wieder kopiert.

## Geschichte und Gestalt
Der volkstümliche Name der Bronzestatue Porcellino, was „Ferkel“ bedeutet, ist irreführend, weil sie ein ausgewachsenes Wildschwein, einen Eber, zeigt. Das Tier, wie auf der Hut vor der Ankunft der Jäger dargestellt, geht auf eine römische Kopie einer hellenischen Marmorskulptur zurück, die Papst Pius IV. im Jahre 1560 Cosimo I. de’ Medici während dessen Besuch in Rom schenkte. Das Original aus Marmor befindet sich heute in den Uffizien. Cosimo II. de’ Medici hatte 1612 eine Kopie in Bronze bei Pietro Tacca als Schmuck für den Palazzo Pitti  in Auftrag gegeben. Das Wachsmodell entstand etwa 1620, wegen anderer und dringenderer Aufträgen des Großherzogs, etwa den vier Mauren in Livorno oder zwei Brunnen auf der Piazza SS. Annunziata, erfolgte der Guss nicht vor 1633. Obwohl es sich um eine Nachbildung handelt, verrät die naturalistische Darstellung von Details, etwa des Fells des Tieres, die außergewöhnlichen Fähigkeiten Taccas als Bronzebildner, der der beste Schüler von Giambologna war. Das Original des Ebers befindet sich im Bardini-Museum.
Einige Jahre nach dem Guss entschied Ferdinando II. de’ Medici, die Skulptur in einen Brunnen, der unter der Loggia des Mercato Nuovo mindestens seit 1640 dokumentiert ist, zu transformieren. Der Brunnen bekam neben der dekorativen in erster Linie eine praktische Funktion, weil er die Wasserversorgung der Händler diente, die unter der Loggia feine Stoffen wie Seide, Brokat und Tücher aus Wolle verkauften. Zu dieser Zeit entstand auch die Verkleinerungsform „Porcellino“. Tacca schuf auch das Original des Bronzebeckens (heute im Archiv), um das Wasser des Brunnens zu sammeln. Der ursprüngliche Standort war vor der gleichnamigen Apotheke del Cinghiale (= Eber) auf der Via Por Santa Maria, eröffnet in der ersten Hälfte des 18. Jahrhunderts und ein Treffpunkt für Intellektuelle. Im neunzehnten Jahrhundert wurde die Plastik an ihren heutigen Standort versetzt, um den Verkehrsfluss zu verbessern.
Die Basis ist achteckig mit gestreckter Vorderseite, um ein kleines Becken unterzubringen, in das Wasser aus dem Maul des Schweins fällt. Die Basis ist mit einer Darstellung verschönert, wieder in Bronze, und zeigt als Lebensumfeld des Tiers Sümpfe, wo die Wildschweine mit Pflanzen und Tiere wie Amphibien, Reptilien und Mollusken, die alle bemerkenswerten Realismus. Die Basis ließ Papst Clemens 1897 – nach Schäden durch Verschleiß – erneuern [es war eine Neufassung aus dem Jahr 1988 von Ferdinando Marinelli, als Erklärung auf der rechten Seite: das Original, zusammen mit dem Schwein, seit 2004 im Bardini Museum.?]

## Aberglaube
Im Volksmund heißt es, dass das Berühren der Nase des Schweins Glück bringt, die vom täglichen Polieren von Hunderten von Händen glänzt. Das vollständige Verfahren zur Erlangung eines guten Omens wäre, dem Schwein eine Münze in den Mund zu legen, nachdem man die Nase des Schweins gerieben hat: Wenn die Münze hinter das Gitter fällt, wohin das Wasser fließt, wird die Prozedur Glück bringen, sonst nicht. In der Tat ist die Neigung so, dass nur die schwereren Münzen in das Gitter fallen, die die Stadtverwaltung dort sammelt.

## Trivia
In dem Film Harry Potter und die Heiligtümer des Todes: Teil 2 sehen die Protagonisten die Statue im Raum der Wünsche, in dem Harry das Diadem von Rowena Ravenclaw sucht.
In Hans Christian Andersens Erzählung „Das Metallschwein“ spielt die Plastik eine wichtige Rolle; das Schwein zeigt einem kleinen Jungen den Weg zur Kunst.

## Kopien

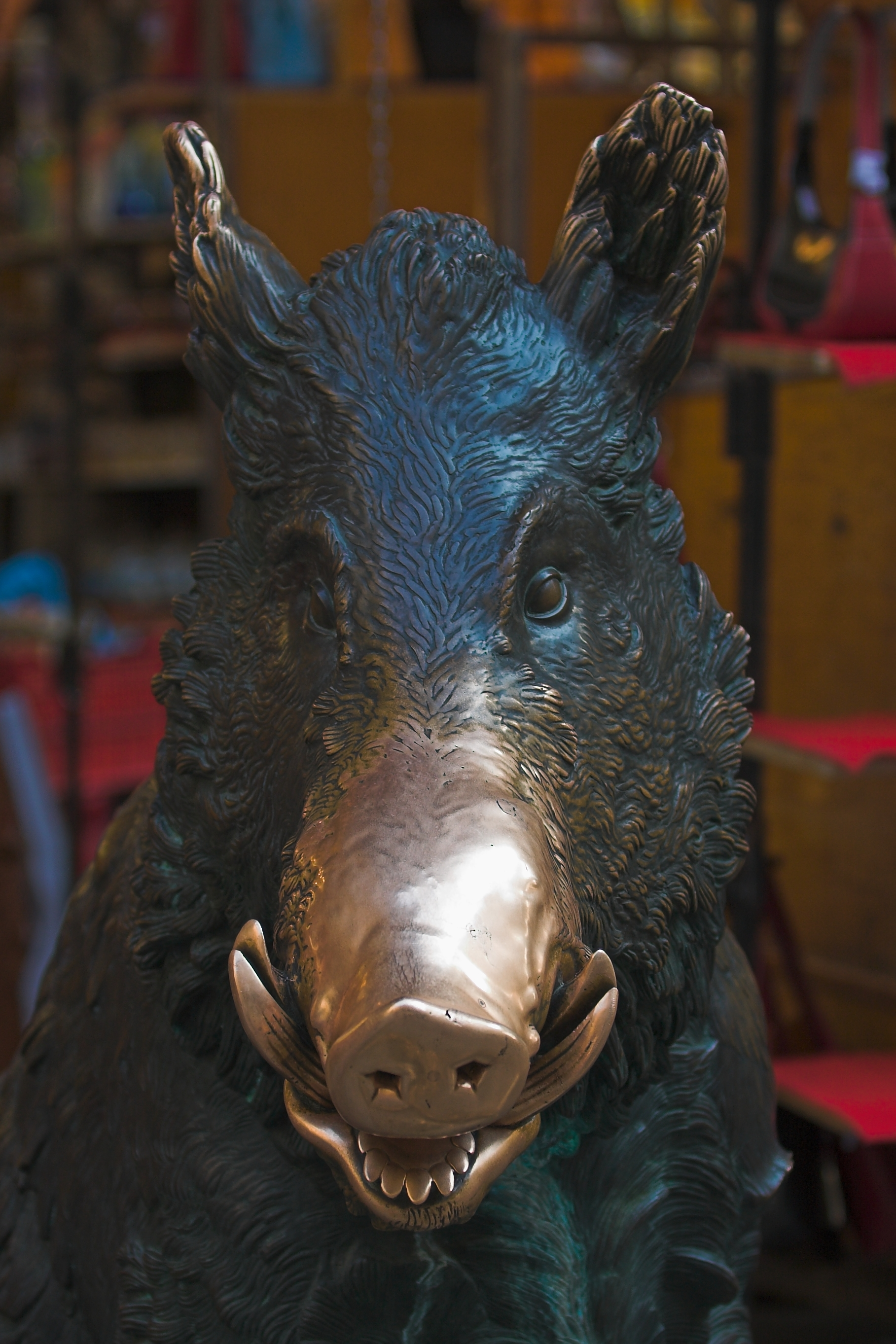
Die polierte Nase

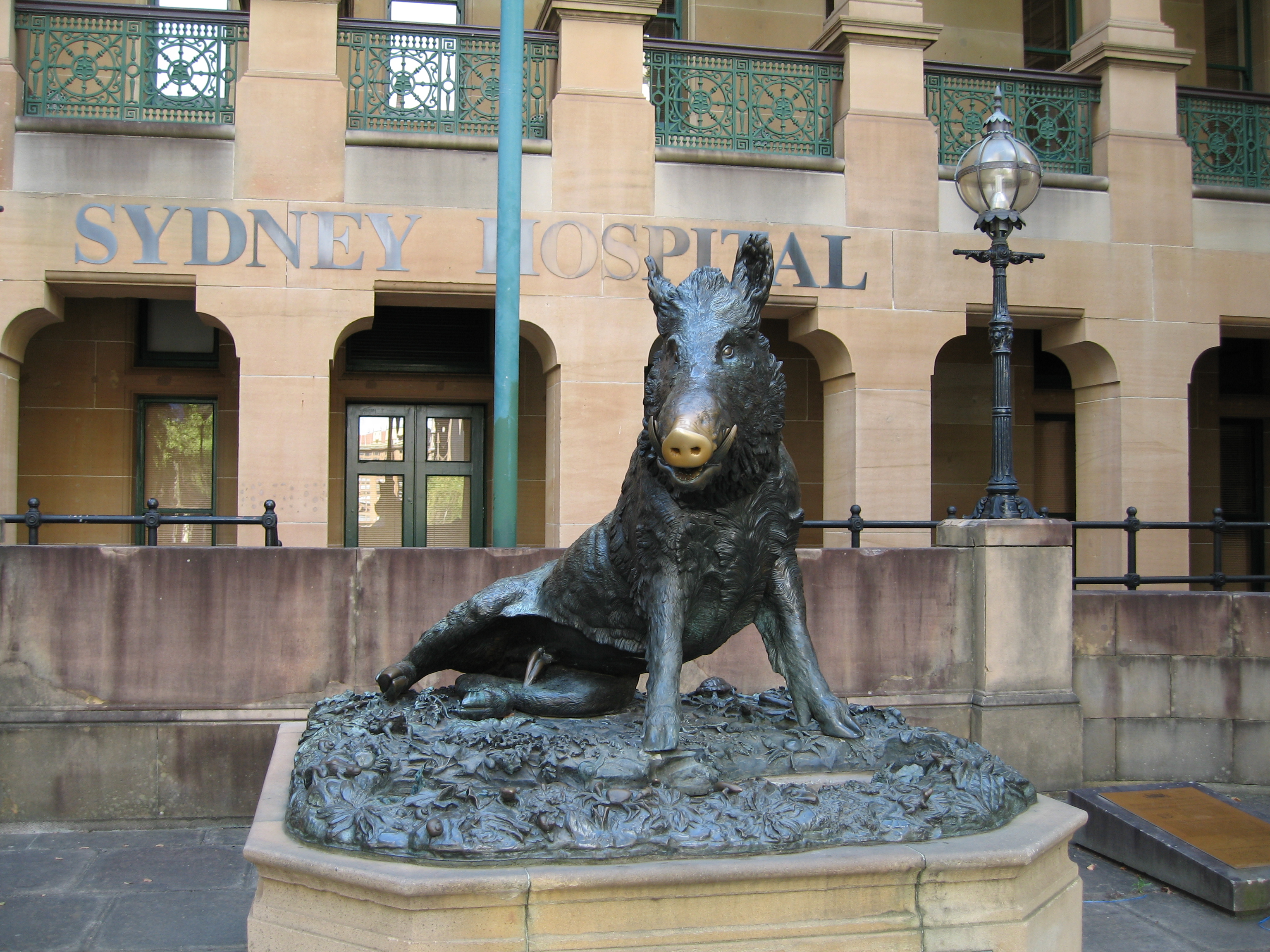
Die Kopie von Sydney

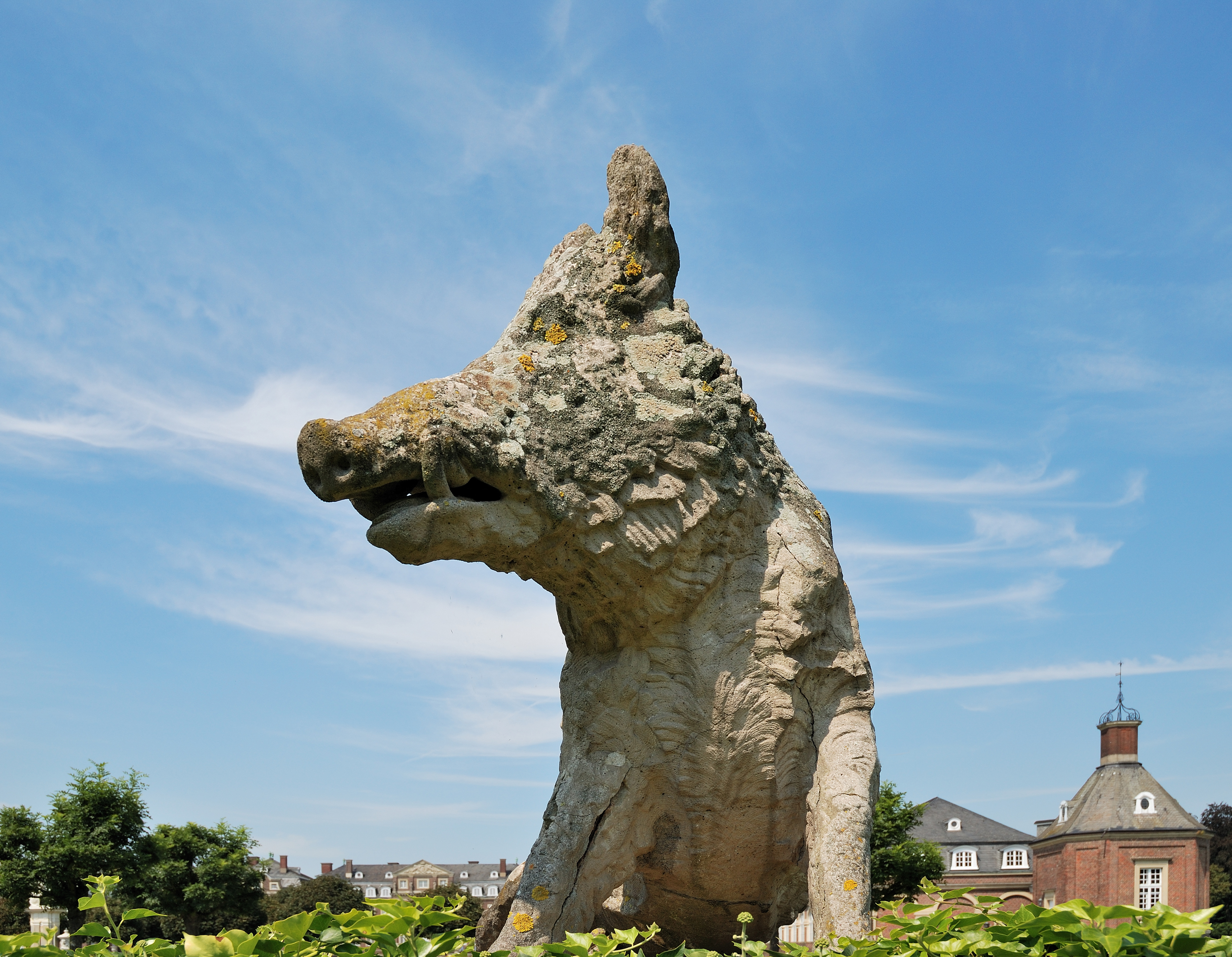
Eine der Kopien im Schlosspark Nordkirchen

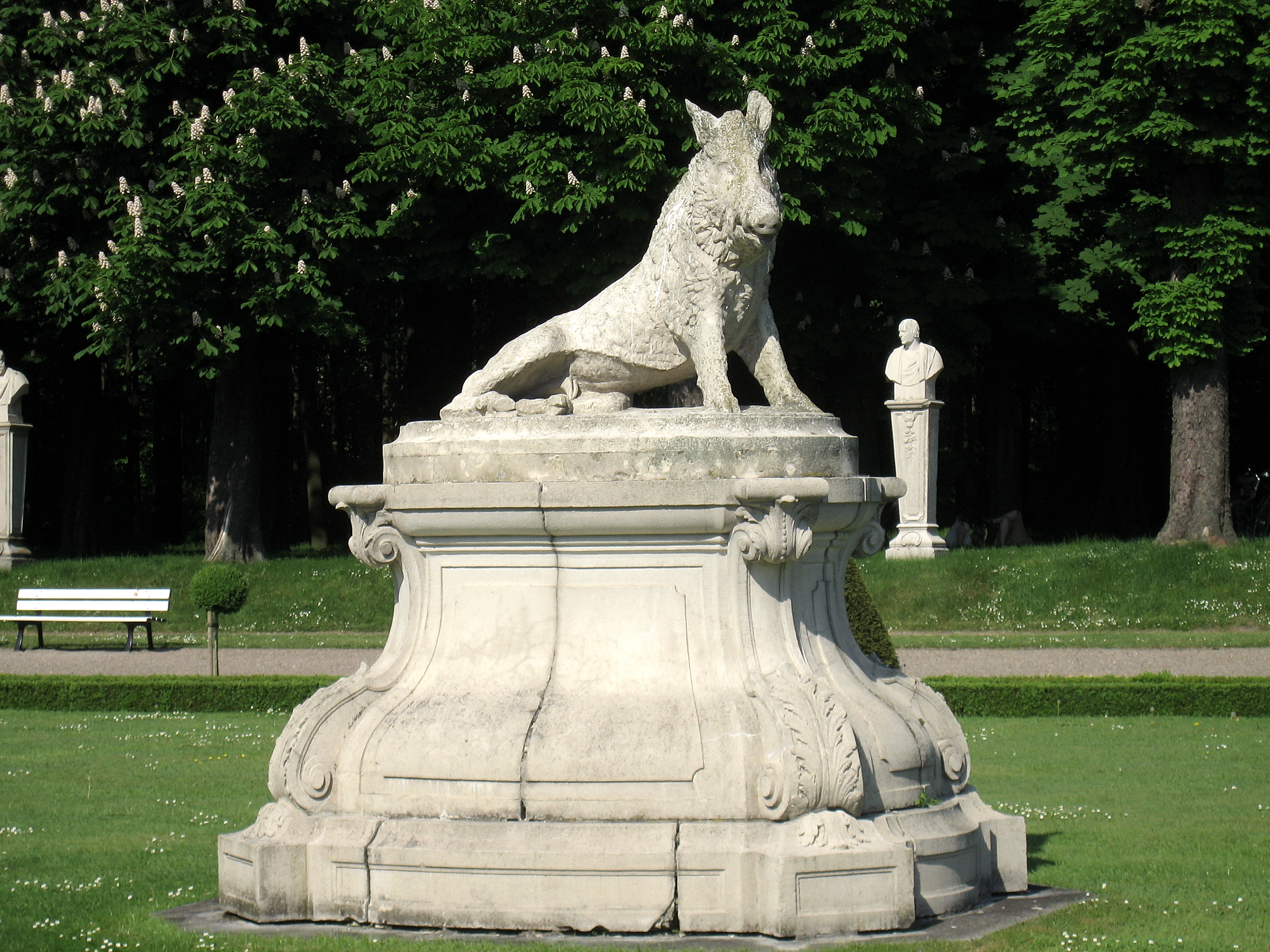
Kopie 2 in Nordkirchen

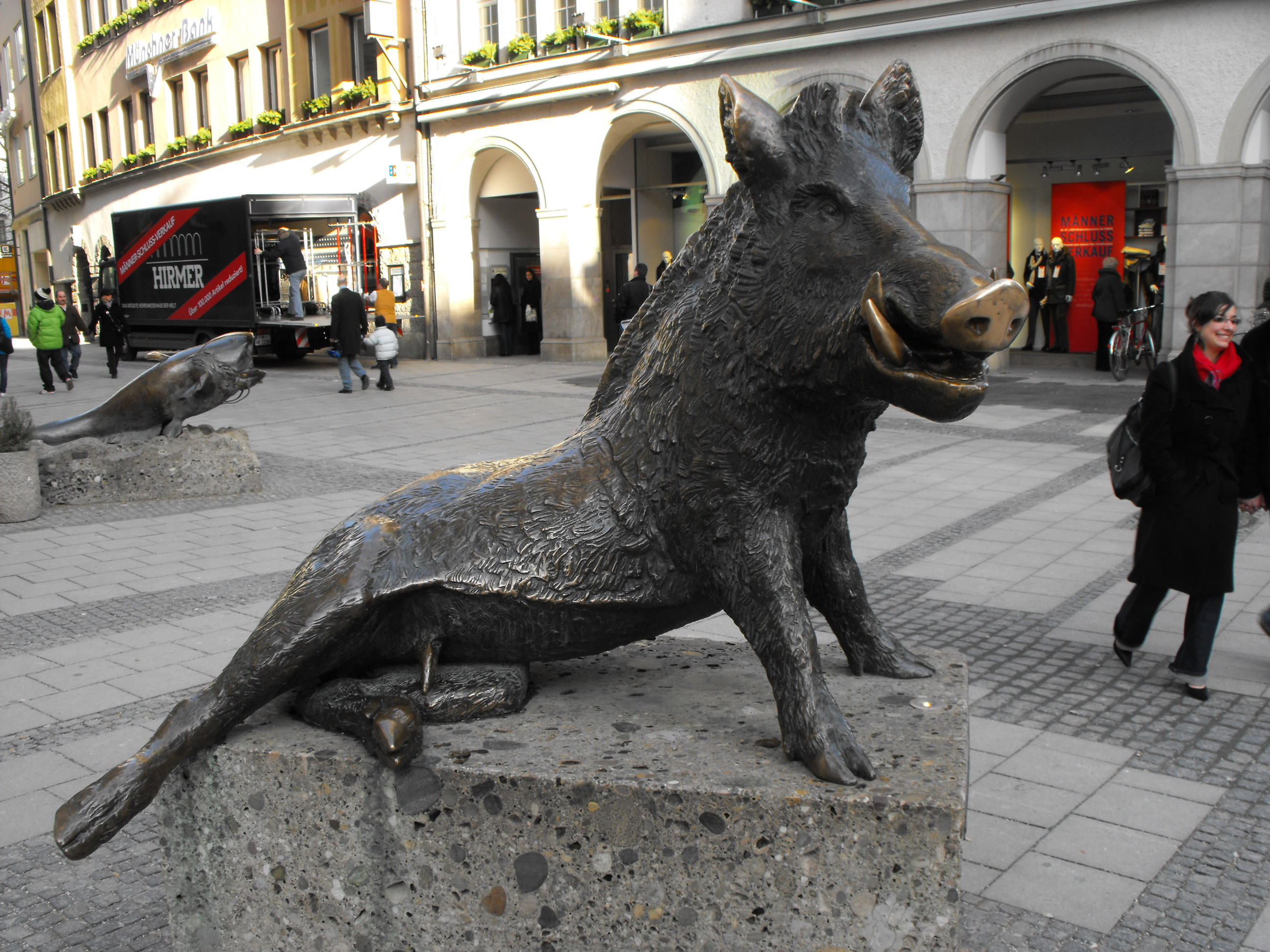
München

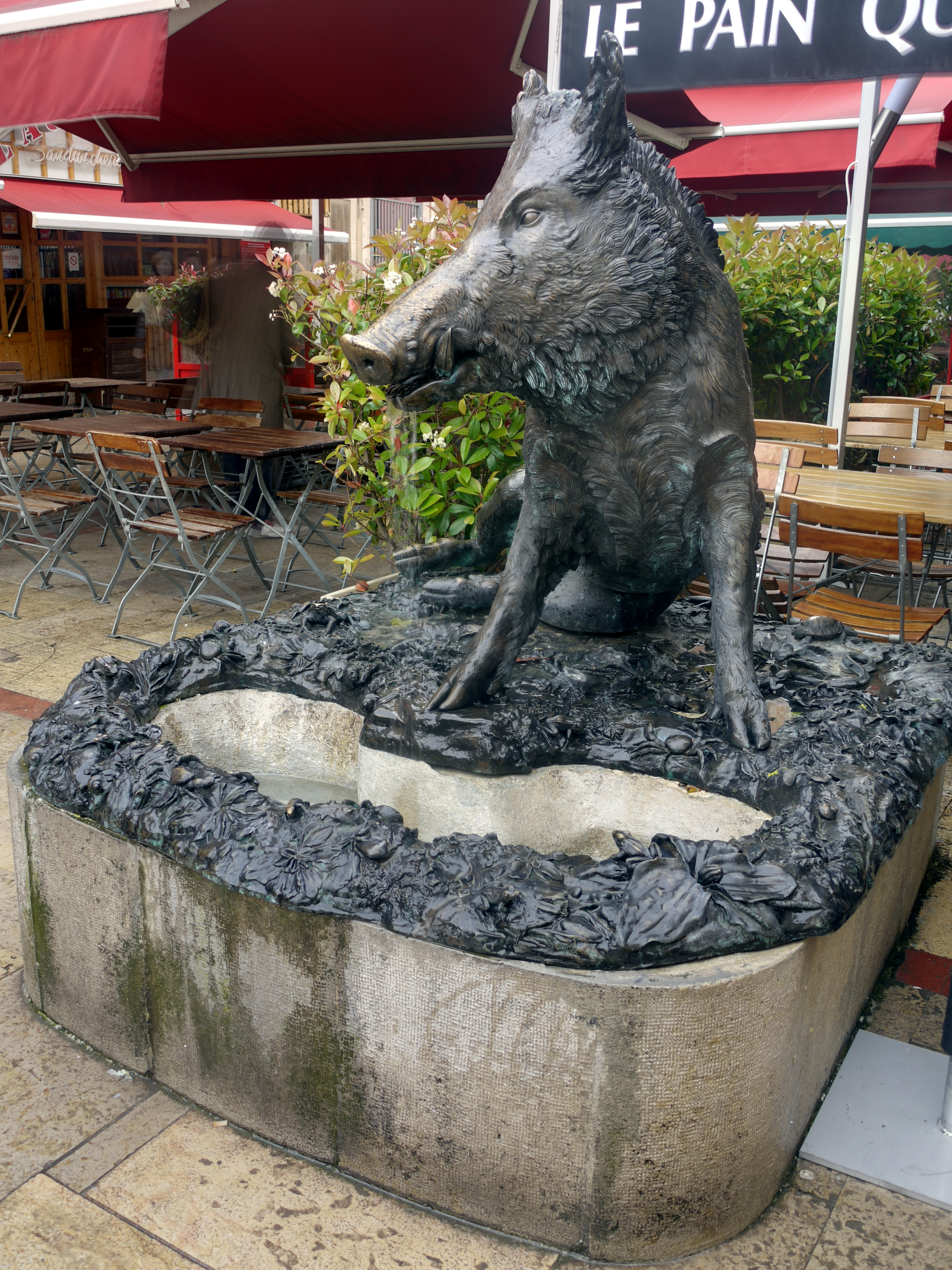
Aix en Provence

Es gibt zahlreiche Kopien und Nachbildungen der Brunnenfigur in der ganzen Welt, zum Beispiel in der Burg von Enghien in Belgien oder auf dem Platz „Place Richelme“ in Aix-en-Provence in Frankreich.
Bekannt ist auch die Kopie vor dem Sydney Hospital, die 1968 von der Florentiner Marquise Fiaschi Torrigiani in Erinnerung an den italienischen, in Australien tätigen Arzt Piero Fiaschi gestiftet wurde, versehen mit dem gleichen Glücksversprechen wie in Florenz. Die auf diese Weise gesammelten Münzen kommen dem Krankenhaus zugute.
In Deutschland befinden sich neben der Skulptur vor dem Jagd- und Fischereimuseum in München im Park von Schloss Nordkirchen gleich mehrere Kopien. 2022 wurde in Kassel eine Kopie auf dem Florentiner Platz eingeweiht. Weitere Kopien oder Nachbildungen befinden sich an folgenden Orten:
Australien
- Sydney Hospital – Sydney, NSW, Australia

Dänemark
- Brotorvet – Holstebro, Denmark

Deutschland
- Sitzender Keiler (gegossen von Martin Mayer) in der Borstei und vor dem Deutschen Jagd- und Fischereimuseum in München
- Mehrere Kopien im Park von Schloss Nordkirchen
- Nachbildung: Skulptur des Fritz Behn (1878–1970) von 1913 im Marmorsaal des Weißenburgparks in Stuttgart[2][3]
- Kopie von Martin Mayer auf dem Römerplatz in Kirchheimbolanden[4]

Frankreich
- Place Richelme in Aix-en-Provence

Großbritannien
- Derby Arboretum – Derby, Great Britain
- St. Mary’s College, Durham[5] – Durham, Great Britain

Italien
- Rispescia, Ortsteil von Grosseto, Toskana

Japan
- Haus auf dem Hügel, Kobe, Präfektur Hyogo, Japan

Kanada
- University of Waterloo –  Faculty of Arts – Waterloo, Ontario, Canada
- Butchart Gardens – Victoria, BC, Canada

USA
- Viansa Winery – Sonoma, CA, USA
- Lyndon Center – Lyndon, VT, USA
- Sutton Park – New York, NY, USA
- University of Arkansas – Fayetteville, AR, USA
- The Great Escape & Splashwater Kingdom amusement park at Queensbury, NY. Just inside the entrance.
- R.W. Norton Art Gallery – Shreveport, LA
- Museum of Outdoor Arts – Englewood, CO
- Poinsett Plaza – Greenville, SC
- N.W. Corner of 47th Street and Wornall Road – Kansas City, MO, USA